# Luchino Del Mayno
Luchino Del Mayno (Milano, 4 marzo 1838 – Mariano Comense, 18 settembre 1911) è stato un generale e politico italiano.